# 大鳥造

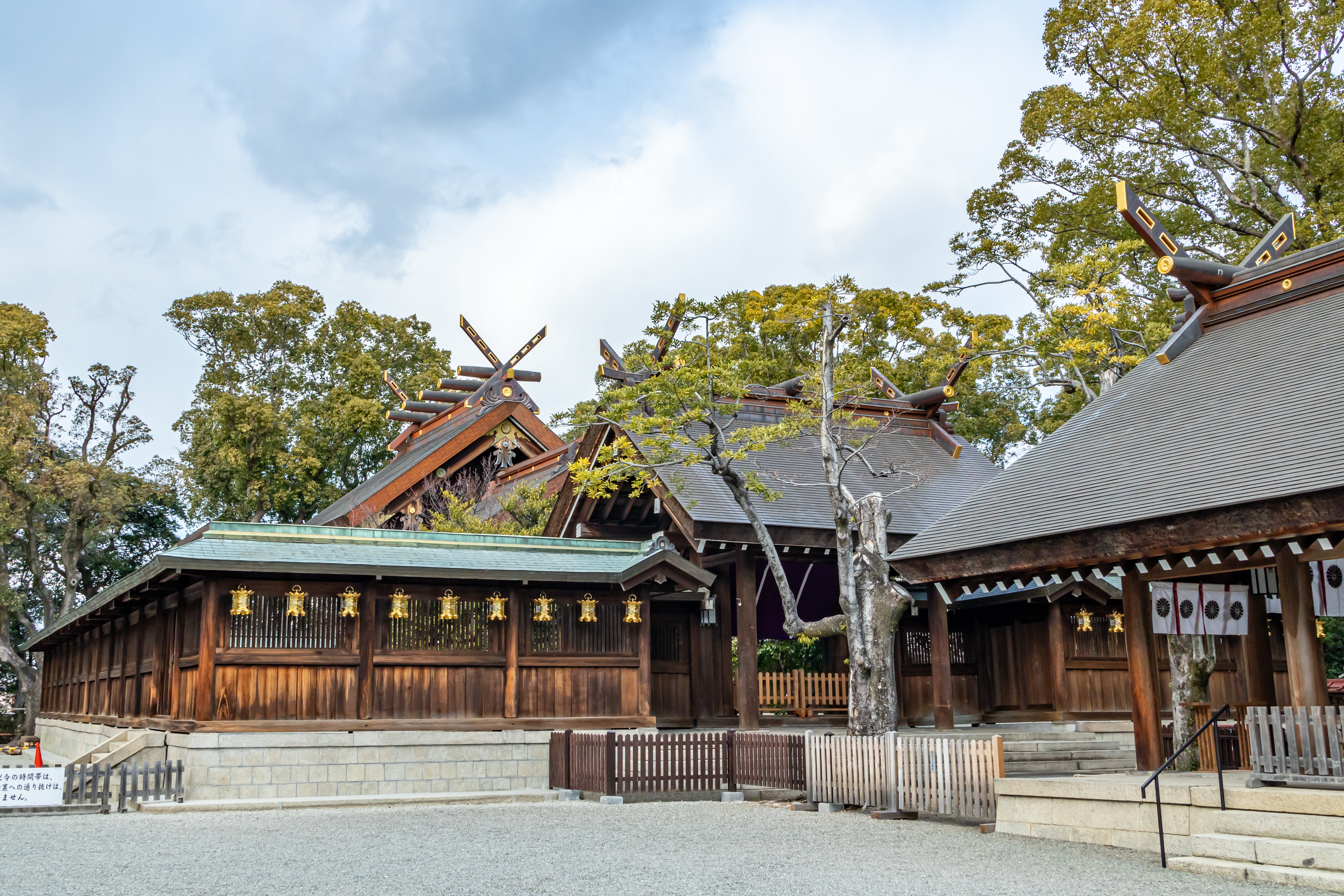
大鳥造（大阪府堺市西区の大鳥大社）

大鳥造（おおとりづくり）は、日本の神社建築様式の1つである。

## 概要
大鳥大社（おおとりたいしゃ）に代表される大鳥造は、出雲大社に代表される大社造から発展した様式で、立方体に屋根を乗せたような、直線的で簡素な造りとなっている。住吉造の奥行きを半分に簡略化した様式ともいえる。 

## 構造
大社造と同様に方2間の正方形であるが、回縁が廃され、御心柱がない。入口は正面中央で、内部は内陣・外陣に区切られ、内陣中央に神座が位置する。
切妻造・妻入であり、屋根は大社造に比べて直線的なものが多い。

### 屋根
萱葺に限らず杮葺や檜皮葺など幅広い。 
屋根を支える前面の破風は、懸魚で修飾される。

### 柱
2間の正方形で、中央の御心柱と正面中央の柱がない。

### 壁
正面中央の1か所に観音開きの御扉による開口部が設けられる。

### 床
大社造や神明造に比べて、床は低い。